# Золото Полуботка
Легенда про «Зо́лото Полубо́тка» —  легенда про велику кількість золота, яке 1723 року український гетьман Павло Полуботок нібито залишив на зберігання в одному з англійських банків.
У листопаді 1723 року гетьмана Павла Полуботка заарештували та ув'язнили в Петропавловській фортеці. Згідно з легендою, перед арештом Полуботок таємно віддав на зберігання 200 тисяч золотих монет банку в Англії під 7,5 %. Сума грошей, банк і відсотки варіюються в різних варіантах: деякі джерела указують на дві бочки із золотом, 2,5 % і банк Британської Ост-Індської компанії. У заповіті Полуботок нібито залишив 80 % золота на майбутнє незалежної України, а решту — своїм правонаступникам.
Історія набула широкої популярності 1907 року, коли була опублікована в російському журналі «Новий час» професором Олександром Рубцем. 1908 року Міністерство закордонних справ Росії виписало російському консульству в Лондоні ордер на розслідування.
В 1922 році до посольства УРСР у Відні звернулася людина, що приїхала з Бразилії і назвалася Остапом Полуботком — прямим нащадком одного з синів гетьмана. Він показав послу Юрію Коцюбинському фотокопію документу про вклад Полуботка, оригінал якого він начебто зберігав у надійному місці та запропонував угоду: він передає право на отримання грошей уряду УРСР, а за оригінал він отримає один відсоток накопиченої суми. Однак спроба переговорів із Банком Англії завершилась нічим.
Надалі час від часу ця тема привертає до себе увагу. Так у хаотичний час розпаду Радянського Союзу історія знов привернула увагу громадськості. Інтерес до золота Полуботка збігся з візитом до Києва в червні 1990 року прем'єр-міністра Великої Британії Маргарет Тетчер, коли поет Володимир Цибулько оголосив, що якщо золото буде повернуто, то на кожного громадянина незалежної України доведеться 38 кг. Український парламент розпорядився створити спеціальний комітет на чолі з Петром Троньком, який відвідав Лондон, але золото знайдено не було.
Легенда про золото Полуботка висвітлювалася у ряді науково-популярних журналів.
1993 року на кіностудії ім. Довженка поставлено фільм «Вперед, за скарбами гетьмана» (англ. Hunt for the Cossack Gold) у жанрі бурлескної комедії. Мораль фільму — справжнє багатство України не в міфічному золоті, а в її народі та національному характері.
У пригодницькому романі Рафаеля Гругмана Заповіт Мазепи, князя Священної Римської імперії, відкрилося в Одесі праправнукові Бонапарта, розповідається про пошук військової скарбниці Запорізької Січі і, в тому числі, про полковника Павла Полуботка та його сина, про запит отриманий за часів Хрущова з Лондона про спадкоємців Павла Полуботка, на який не розібравшись, Інюрколегія відповіла, що спадкоємці не виявлено. Про це 1991 року доповідав у Раді Леонід Кравчук, 1-й Президент України.